# Craig Stevens (acteur)
Pour les articles homonymes, voir Stevens et Craig Stevens.
Craig Stevens est un acteur américain né le 8 juillet 1918 à Liberty, Missouri (États-Unis), et mort le 10 mai 2000 à  Los Angeles, en Californie. Il est principalement connu pour avoir tenu le rôle vedette de la série Peter Gunn de 1958 à 1960.

## Filmographie partielle

### Cinéma
- 1941 : Bombardiers en piqué (Dive Bomber), de Michael Curtiz
- 1942 : The Hidden Hand de Benjamin Stoloff
- 1944 : Hollywood Canteen de Delmer Daves : Cameo
- 1945 : Too Young to Know de Frederick de Cordova : le major Bruce
- 1945 : Roughly Speaking de Michael Curtiz
- 1947 : L'Homme que j'aime (The Man I Love) de Raoul Walsh
- 1947 : Love and Learn de Frederick de Cordova
- 1949 : The Lady Takes a Sailor de Michael Curtiz
- 1950 : Mark Dixon, détective (Where the Sidewalk Ends) d'Otto Preminger
- 1951 : Le Rocher du diable (Drums in the Deep South) de William Cameron Menzies
- 1951 : Katie Did It de Frederick de Cordova
- 1952 : Appel d'un inconnu (Phone Call from a Stranger) de Jean Negulesco
- 1953 : French Line (The French Line) de Lloyd Bacon
- 1953 : Deux nigauds contre le Dr Jekyll et Mr Hyde (Abbott and Costello Meet Dr. Jekyll and Mr. Hyde) de Charles Lamont
- 1957 : La chose surgit des ténèbres (The Deadly Mantis) de Nathan Juran
- 1958 : L'Aventurier du Texas (Buchanan Rides Alone) de Budd Boetticher
- 1967 : Peter Gunn, détective spécial (Gunn) de Blake Edwards
- 1981 : S.O.B. de Blake Edwards
- 1982 : La Truite de Joseph Losey

### Télévision
- 1958-1961: Peter Gunn (série), de Blake Edwards
- 1971 : Le Virginien (TV) saison 9 épisode 20 (Tate: Ramrod) : Joe Benson
- 1975 : L'Homme invisible (The Invisible Man) (série), de Harve Bennett et Steven Bochco
- 1976 : Le Riche et le Pauvre (Rich Man, Poor Man) (feuilleton), de Bill Bixby, David Greene et Boris Sagal